# Myzomela chermesina
Papa-mel-de-rotuma ou suga-mel-de-rotuma (Myzomela chermesina) é uma espécie de ave da família Meliphagidae.
É endémica de Fiji.
Os seus habitats naturais são: florestas subtropicais ou tropicais húmidas de baixa altitude e plantações .